# Леварт (герб)
Леварт (пол. Lewart, Leopardus, Walny, Waliu-szy) — польский дворянский герб.

## Описание
В красном (вариант — голубом) поле обращённый вправо стоящий на задних лапах леопард, с высунутым языком и поднятыми передними лапами; на голове у него корона. Та же фигура и на шлеме.
Эмблема эта перешла в Польшу из Германии в половине XII века при Казимире Справедливом.
Герб Леварт (употребляют Броневские, Скварцы, Токарские) внесен в Часть 3 Гербовника дворянских родов Царства Польского, стр. 78.

## Герб используют
Bakowski, Beskifirlej, Bielańskifirlej, Bochotnicki, Boryszkowski, Broniewski, Buński, Dubrowski, Ewerts, Ewertski, Фирлей (род) (Firley), Golitej, Gorski, Gosławski, Górski, Gurski, Haupt, Jachna, Jezierski, Kiżewicz, Kiżewski, Kniażyszcza, Kniażyszcze, Konarski, Крупские (Krupski), Krwacki, Krwatski, Lamfryd, Lerkan, Lewandowski, Lewart, Lewartowicz, Lewartowski, Lewiński, Liber, Liwski, Lwowski, Łaszcz, Łąkocki, Majer, Marcuszowski, Marczuszowski, Markuszewski, Markuszowski, Meglewski, Megłowski, Mełgiewski, Mełgwiński, Motycki, Nejmanowski, Opocki, Pachniowski, Petej, Pety, Podoleński, Podoliński, Puchniowski, Skwarc, Skwarcz, Szłapa, Thokarski, Tokarski, Trecyusz, Tułowski, Tyczyna, Ujezdzki, Walter, Wierzchanowski, Wodopol, Wodpol, Wojtkiewicz, Wolski, Wszelaczyński, Zakrzewski